# Malick Badiane
Malick Badiane (* 1. Januar 1984 in Thiès) ist ein ehemaliger senegalesischer Basketballspieler. Er spielte als Nachwuchshoffnung zunächst in Deutschland und wurde im NBA-Draft 2003 von den Houston Rockets an 44. Stelle ausgewählt. Zu einer NBA-Karriere reichte es jedoch nicht, stattdessen wurde er 2004 Deutscher Meister mit den Skyliners aus Frankfurt. Mit der Senegalesischen Nationalmannschaft war er Teilnehmer der Basketball-Weltmeisterschaft 2006. Später setzte er seine Karriere insbesondere in Frankreich fort, wo er überwiegend für Vereine aus der zweiten französischen Liga LNB Pro B spielte.

## Laufbahn
In seiner Jugend spielte Badiane zunächst bei US Rail in Senegal und wechselte als 18-Jähriger 2002 zum deutschen Zweitligisten TV Langen. Nach seiner Auswahl im NBA-Draft wurde er ab 2003 beim Kooperationspartner Opel Skyliners in der ersten Basketball-Bundesliga eingesetzt und gewann in der ersten Spielzeit 2004 neben dem Erreichen des Pokalfinales den deutschen Meistertitel. In der darauffolgenden Saison reichte es 2005 für den Titelverteidiger immerhin zur Vizemeisterschaft hinter GHP Bamberg, das erfolgreich Revanche für die Finalniederlage eine Spielzeit zuvor nahm. Seine Entwicklung bei den Frankfurten schritt aber langsamer als erhofft voran, so dass sich seine Chancen auf eine tatsächliche Verpflichtung durch einen Verein aus der NBA zerschlugen. Als Vize-Afrikameister 2005 qualifizierte sich Badiane mit dem Senegal für die WM 2006, wo man sieglos in der ersten Runde ausschied. Nach der WM 2006 wechselte er zu den Artland Dragons, Ligakonkurrent der Skyliners. Bei den Niedersachsen waren seine Spielanteile aber noch geringer als zuvor, auch wenn die Niedersachsen neben dem Pokalendspiel selbst erstmals das Play-off-Finale um die Meisterschaft erreichten, welches aus Badianes Sicht wiederum gegen Bamberg verlorenging.
2007 wechselte er in die erste französische Liga nach Dijon, wo er jedoch nur fünf Spiele absolvierte und die Spielzeit in der zweiten Liga in Saint-Vallier fortsetzte. In der Saison 2008/09 war er kurz in China unter Vertrag, bevor er die Saison in der NBA Development League im kalifornischen Anaheim zu Ende spielte. Zur Saison 2009/10 wechselte er in die zweite französische Liga nach Nanterre, bevor er in der darauffolgenden Saison für den Ligakonkurrenten aus Boulazac im Département Dordogne aktiv war. Nach einem weiteren Jahr in der Pro B beim ehemaligen Meister Olympique aus Antibes und in Nantes wechselte Badiane zur Saison 2012/13 zum Pro B-Rückkehrer und ehemaligen Erstligisten nach Saint-Quentin.
Es folgten weitere Stationen in Frankreich: Bei Union Basket Chartres Metropole in der dritten Liga (Nationale masculine 1), dann schaffte er 2016 mit Fougeres Basket den Aufstieg von der fünften in die vierte Liga. Badiane nahm mit Senegals Nationalmannschaft an den Afrikameisterschaften 2003, 2005, 2007, 2009 und 2011 teil. Im Juni 2020 gab er das Ende seiner Leistungssportlaufbahn bekannt.